# Antonios I Naguib
Sua Beatitude Patriarca Antonios I Naguib (em árabe:  الأنبا أنطونيوس نجيب) (Minia, 18 de março de 1935 – Cairo, 28 de março de 2022) foi um cardeal egípcio, era o Patriarca Católico Copta emérito de Alexandria.

## Biografia
Nascido na região de Minya, no Egito, seu pai era um comerciante e sua mãe, dedicou-se inteiramente à educação dos filhos. Ele foi o segundo de sete filhos, seu nome antes de sua ordenação sacerdotal era Antoun.
Passou pelo ensino primário nas Irmãs Franciscanas em Beni-Suef, o ensino secundário no Seminário Copta, no Cairo. Então, entrou no Seminário de Maadi, e mais tarde, ele estudou na Pontifícia Universidade Urbaniana de Propaganda Fide, em Roma, a partir de 1953 até 1958. Depois de terminar seus estudos, voltou ao Egito para servir o serviço militar, então, um ano depois, ele retornou a Roma e obteve uma licenciatura em Teologia e um diploma em sociologia religiosa, em 1962, e uma nas Sagradas Escrituras, em 1964, a partir do Pontifício Instituto Bíblico. Além de sua língua nativa árabe, ele tinha proficiência em italiano, francês, inglês e alemão.

## Vida religiosa
Foi ordenado em 30 de outubro de 1960, em Minya. Ele foi pastor por um ano de El-Fikryak, Minya. Professor de Sagrada Escritura no Seminário Interritual de Maadi, no Cairo, a partir de 1964. Ele colaborou com o grupo de especialistas protestantes e ortodoxos preparando a tradução árabe de textos bíblicos.
Eleito bispo de Minya dos coptas em 26 de julho de 1977, foi consagrado em 9 de setembro, por Stéphanos I Sidarouss, C.M., assistido por Youhanna Nuer, bispo de Assiute dos coptas, por Youhanna Kabes, bispo titular de Cleopatride, por Andraos Ghattas, bispo de Luqsor dos coptas, e por Athanasios Abadir, bispo titular de Ápia. Seu lema episcopal é Caritas. Renunciou ao governo pastoral da Eparquia por razões de saúde em 29 de setembro de 2002. Foi eleito patriarca de Alexandria dos Coptas em 30 de março de 2006. O Papa Bento XVI concedeu-lhe a ecclesiastical communio em 7 de abril de 2006. Foi Presidente do Sínodo da Igreja copta-católico no Egito e presidente da Conferência de Bispos Católicos do Egito. Relator geral da Assembleia Especial para o Oriente Médio do Sínodo dos Bispos, na Cidade do Vaticano, de 10 a 24 de outubro de 2010, membro eleito do Conselho Especial para o Oriente Médio da Secretaria Geral do Sínodo dos Bispos, em 23 de outubro de 2010.
Criado Cardeal-Patriarca no Consistório Ordinário Público de 2010 de 20 de novembro. Como Cardeal Patriarca da Igreja Oriental, a ele não foi atribuído um título. Em vez do barrete vermelho, ele recebeu um camelauco com véu preto, sempre atribuído aos prelados de rito oriental.
Em 13 de outubro de 2011, após os ataques no domingo anterior por militares contra manifestantes pacíficos no Cairo e após a informação das recusas de licenças de construção para cristãos, o Cardeal Naguib pediu fraternidade entre os egípcios de diferentes religiões e expressou sua confiança no governo de transição do país.

## Morte
Naguib morreu no dia 28 de março de 2022, aos 87 anos.